# Charles de Gaulle – Étoile (stanice metra v Paříži)
Charles de Gaulle – Étoile je přestupní stanice pařížského metra mezi linkami 1, 2 a 6 linkou. Navíc je zde umožněn přestup na linku RER A. Leží na hranicích 8., 16. a 17. obvodu v Paříži. Stanice se nachází pod náměstím Charlese de Gaulla.

## Historie
Stanice byla zprovozněna 1. září 1900 jako součást nejstaršího úseku linky metra v Paříži. Samotná trať byla otevřena již v červenci, do té doby vlaky stanicí pouze projížděly. Už 2. října 1900 byl otevřen úsek další linky pod názvem 2 Sud (2 Jih) mezi touto stanicí a stanicí Trocadéro (dnešní linka 6). 13. prosince téhož roku následoval provoz na tehdejší lince 2 Nord (2 Sever), zatím jen ze stanice Porte Dauphine, takže sloužila jako konečná stanice pro obě tyto linky. 7. října 1902 byla linka 2 Nord odtud prodloužena do stanice Anvers. Dne 14. října 1907 byla dosavadní linka 2 Sud zrušena a připojena k lince 5. Dne 12. října 1942 byl tento úsek od linky 5 opět odpojen a spojen s linkou 6. Tato linka, neboť zde má konečnou, je postavena do smyčky vedoucí pod celým náměstím.
19. ledna 1970 bylo otevřeno nástupiště pro linku RER A.

## Název
Původní název stanice zněl Étoile (Hvězda) podle náměstí, ze kterého paprskovitě vybíhá 12 ulic. Náměstí a tedy i stanice byly 21. února 1970 přejmenovány na Charles de Gaulle – Étoile na počest francouzského prezidenta Charlese de Gaulla.

## Vstupy
Stanice má pro svou rozlehlost několik vchodů vedoucí na ulice:
- Champs-Elysées
- Place Charles de Gaulle
- Avenue de Friedland
- Avenue de Wagram
- Avenue Carnot
- Avenue de la Grande Armée
- Avenue Foch

## Zajímavosti v okolí
- Vítězný oblouk
- Avenue des Champs-Élysées